# Boks na Igrzyskach Imperium Brytyjskiego 1930
Boks na I Igrzyskach Imperium Brytyjskiego – zawody bokserskie przeprowadzone w 1930 w kanadyjskim mieście Hamilton. Rozegrano turnieje w ośmiu kategoriach wagowych. Klasyfikację medalową wygrała reprezentacja Anglii, zdobywając łącznie dziewięć medali.

## Tabela medalowa
| Miejsce | Państwo           | Złoto | Srebro | Brąz | Razem |
| ------- | ----------------- | ----- | ------ | ---- | ----- |
| 1.      | Anglia            | 5     | 1      | 2    | 8     |
| 2.      | Południowa Afryka | 2     | 1      | 2    | 5     |
| 3.      | Szkocja           | 1     | 1      | 1    | 1     |
| 4.      | Kanada            | 0     | 4      | 2    | 6     |
| 5.      | Australia         | 0     | 1      | 0    | 1     |
| Razem   | Razem             | 8     | 8      | 7    | 23    |

## Rezultaty
| Konkurencja:                             | Złoto:          | Srebro:          | Brąz:         |
| Waga musza (do 50,8 kg) (szczegóły)      | Jacob Smith     | Thomas Pardoe    | Ross Galloway |
| Waga kogucia (do 53,5 kg) (szczegóły)    | Harry Mizler    | Tommy Holt       | John Keller   |
| Waga piórkowa (do 57,2 kg) (szczegóły)   | Freddie Meachem | Lawrence Stevens | Alex Lyons    |
| Waga lekka (do 61,2 kg) (szczegóły)      | James Rolland   | Cosmos Canzano   | Albert Love   |
| Waga półśrednia (do 66,7 kg) (szczegóły) | Leonard Hall    | Howard Williams  | Frank Brooman |
| Waga średnia (do 72,6 kg) (szczegóły)    | Fred Mallin     | Dudley Gallagher | Ernest Peirce |
| Waga półciężka (do 79,4 kg) (szczegóły)  | Joe Goyder      | Al Pitcher       | Joey Basson   |
| Waga ciężka (+ 79,4 kg) (szczegóły)      | Anthony Stuart  | William Skimming | nie przyznano |